# Wajdi Bouallègue
Wajdi Bouallègue (in arabo وجدي بوعلاق‎?; Tunisi, 9 febbraio 1982) è un ginnasta tunisino.
Ha preso parte a due edizioni dei Giochi olimpici ad Atene 2004 e a Londra 2012.

## Palmarès
| Anno | Manifestazione          | Sede    | Evento       | Risultato | Prestazione | Note |
| ---- | ----------------------- | ------- | ------------ | --------- | ----------- | ---- |
| 2005 | Giochi del Mediterraneo | Almería | Volteggio    | Oro       | 9.412 p.    |      |
| 2005 | Giochi del Mediterraneo | Almería | Corpo libero | Oro       | 9.075 p.    |      |
| 2009 | Giochi del Mediterraneo | Pescara | Volteggio    | Bronzo    | 15.462 p.   |      |
| 2011 | Giochi panarabi         | Doha    | Corpo libero | Oro       | -           |      |
| 2011 | Giochi panarabi         | Doha    | Anelli       | Argento   | -           |      |
| 2013 | Giochi del Mediterraneo | Mersin  | Volteggio    | Bronzo    | 14.416 p.   |      |
| 2013 | Giochi del Mediterraneo | Mersin  | Corpo libero | Bronzo    | 14.566 p.   |      |